# 卡那封郡旗
卡那封郡旗是英國威爾斯卡那封郡的旗幟，其圖案為綠底上三隻金鷹標誌。卡那封郡旗是格溫內斯王國時代國外的標誌，在2012年3月正式使用。

## 外部連結
- Flag Institute – Caernarfonshire
- The Caernarfonshire Association – The Flag of Caernarfonshire